# Crispin Ojeda Márquez
Crispin Ojeda Márquez (ur. 19 marca 1952 w Tecomán) – meksykański duchowny rzymskokatolicki, od 2018 biskup Tehuantepec.

## Życiorys
Święcenia kapłańskie przyjął 27 grudnia 1979 i uzyskał inkardynację do diecezji Colima. Był m.in. wykładowcą i rektorem diecezjalnego seminarium, delegatem biskupim dla instytutów życia konsekrowanego oraz koordynatorem w centralnej części diecezji.
4 czerwca 2011 został prekonizowany biskupem pomocniczym Meksyku ze stolicą tytularną Dumium. 28 lipca 2011 przyjął sakrę biskupią. 
27 lipca 2018 został mianowany biskupem Tehuantepec.